# Alessia Tresoldi
Alessia Tresoldi (ur. 24 września 1998 w Bergamo) – włoska modelka, aktorka, Jest częścią obsady filmu Reverse.

## Biografia
Alessia Tresoldi urodziła się w Bergamo, we Włoszech. Jest znana jako Alefe24. Alessia Tresoldi to międzynarodowa modelka reprezentująca różne marki.
Ona się uczy biotechnologia dla zdrowia na uniwersytecie.

## Filmografia
- Reverse  (film)[8], od Mauro Johna Capece (postprodukcja)[9]